# Marpissa dentoides
Marpissa dentoides là một loài nhện trong họ Salticidae.
Loài này thuộc chi Marpissa. Marpissa dentoides được R. W. Barnes miêu tả năm 1958.